# Robert Marsh
Robert Frances Marsh (geb. 20. Dezember 1968) ist ein antiguanischer Radrennfahrer.
Er trat bei den Olympischen Sommerspielen 1992 in Barcelona im Straßenrennen an, beendete dieses aber nicht. In nationalen Wettbewerben belegte er zwischen 2006 und 2024 im Straßenrennen und Zeitfahren mit wenigen Unterbrechungen immer Rang 1 oder Rang 2.